# Ostfriesische Lufttransport
Ostfriesische Lufttransport é uma companhia aérea sediada em Emden, na Alemanha.